# 磐鹿六鴈
磐鹿六鴈（いわかむつかり）は、『日本書紀』等に伝わる古代日本の人物。
『日本書紀』では「磐鹿六鴈」や「六鴈臣（むつかりのおみ）」、他文献では「磐鹿六獦命」や「磐鹿六雁命」・「伊波我牟都加利命」とも表記される。『古事記』に記載はない。
第8代孝元天皇皇子の大彦命の孫で、比古伊那許志別命（大稲腰命）の子とされる。また膳臣（かしわでのおみ、膳氏：のち高橋氏）の遠祖とされるほか、現在では料理神としても信仰される。

## 記録

### 日本書紀
『日本書紀』の景行天皇53年10月条によれば、同天皇（第12代）が東国巡幸において上総国に至り海路から淡水門（あわのみなと：安房の水門）を渡る際、覚賀鳥（かくがのとり：ミサゴの古名）の声が聞こえたので、天皇がその姿を見ようと海の中に入ると、白蛤（うむぎ：ハマグリ）を得た。この時に磐鹿六鴈が、蒲を襷としてその白蛤を膾にして献上した。その功で六鴈は膳大伴部（かしわでのおおともべ）を賜ったという。

### 高橋氏文
『本朝月令』所引『高橋氏文』逸文では、『日本書紀』の伝承の経緯について、異伝も含め詳細に記されている。これによると、景行天皇53年10月に天皇が上総国の安房浮島宮に至った時、磐鹿六獦命は皇后の命で「カクカクと鳴く鳥」を捕らえようとしたが果たせなかった。しかし堅魚と白蛤を得たので皇后に捧げると、天皇に献上するよう命じられた。そこで六獦命は无邪志国造上祖の大多毛比、知々夫国造上祖の天上腹と天下腹らを呼び寄せ、膾・煮物・焼物を作って献上した。天皇はこれを誉め、永く御食を供進するように命じ、また六獦命に大刀を授けるとともに大伴部を与えた。さらに諸氏族・東方諸国造12氏から枕子（赤子）各1人を進上させ六獦命に付属せしめた。またこの時に上総国の安房大神（現在の安房神社（千葉県館山市）に比定）を御食都神（御食津神）として奉斎したが、この神が大膳職の祭神であるという。
また『政事要略』所引『高橋氏文』逸文によると、六鴈命（六獦命/六雁命）が景行天皇72年8月に病で死去すると、天皇は大変悲しんで親王の式に准えて葬を賜り、宣命使として藤河別命・武男心命を派遣した。そして、六鴈命を宮中の食膳を司る膳職に祀るとともに、子孫を膳職の長官および上総国・淡路国（ここでは安房国）の長と定め、和加佐国（若狭国）は永く子孫らが領する国として授けたという。

### その他
『古事記』では六鴈の記載はないが、景行天皇段において、同天皇の時代に「東之淡水門」および「膳之大伴部」を定めた旨が記されている。
また『常陸国風土記』逸文では、大足日子天皇（景行天皇）の東国巡幸の際に「伊賀理命（いかりのみこと：五鴈命の意か）」に賀久賀鳥の捕獲を命じ、伊賀理命はこれに成功したと見える。捕鳥に成功する点は異なるものの『日本書紀』や『高橋氏文』と類似する伝承であり、これと六鴈を同一人物と見る説がある。
そのほか『新撰姓氏録』逸文では、景行天皇の時に磐鹿六獦命が「膳臣」の氏姓を賜ったと記されている。

## 後裔氏族
磐鹿六鴈について、『日本書紀』では膳臣（かしわでのおみ、のち高橋氏）の遠祖とするとともに、上記のように膳大伴部（かしわでのおおともべ）が与えられたと見える。
また『新撰姓氏録』（高橋朝臣本系）逸文によれば、景行天皇の時に磐鹿六獦命が「膳臣」の氏姓を賜ったのち、天武天皇の時に六獦命十世孫の膳国益が「高橋朝臣（高橋氏）」に改めたという。
『新撰姓氏録』（抄録）には、次の氏族が後裔として記載されている。
- 左京皇別 膳大伴部 - 阿倍朝臣同祖。大彦命孫の磐鹿六雁命の後。続けて、景行天皇が淡水門に至った時に磐鹿六雁が白蛤を膳となして進上したので、六雁は膳大伴部を賜ったとする。
- 右京皇別 若桜部朝臣 - 阿倍朝臣同氏。大彦命孫の伊波我牟都加利命の後。

この抄録では、高橋朝臣（左京皇別）は大稲輿命の後として記載される。その条の中では、景行天皇のときに大蛤を献じたことにより膳臣の姓を賜り、天武天皇12年（683年）に膳臣から高橋朝臣に改賜姓されたとする。
なお、『新撰姓氏録』に見える「膳大伴部」は膳氏の統轄下に置かれた伴造氏族を指すが、その本質は『高橋氏文』に見えるように国造級の地方豪族層であったと見られることから、姓氏録の記すような膳氏との同族関係は本来はなかったとされる。

## 考証
『日本書紀』や『高橋氏文』の伝承は、膳氏が伴造職にあることの由来、及び部民の膳大伴部設置の由来、膳氏管掌下で膳夫（膳部）として出仕した東国諸国造子弟の存在の説明について、六鴈に結びつけて伝承化したものとされる。特に『高橋氏文』の記述から、上総国・安房国・若狭国と膳氏が密接な関係にあったことが指摘される。
名に肉類である「鹿」や「雁」が含まれることから、肉食が禁忌される以前の時代の料理人とも捉えられている。

## 信仰
磐鹿六鴈は高家神社（千葉県南房総市）や高椅神社（栃木県小山市）、高橋神社（奈良県奈良市）、およびいずれかの神社から勧請を受けた各地の神社で祀られており、料理の祖神、醤油・味噌などの醸造の神として調理師や調味業者などの信仰を集めている。
また『高橋氏文』逸文で磐鹿六鴈は死後に宮中の膳職に祀られたと記述されることを基に、安房神および大膳職の御食津神の神格に磐鹿六鴈があてられた可能性が指摘される。
なお、『日本三代実録』や『延喜式』神名帳で宮中の大膳職醤院に祀られたと見える「高倍神（高部神）」を、この磐鹿六鴈に比定する説もある。